# 梶原良道
梶原 良道（かじわら よしみち、1940年 - ）は、日本の地球科学者。専門は、鉱床学・地球化学。

## 経歴
1963年金沢大学理学部地学科を卒業後、東京大学大学院数物系研究科地質学課程へ進学、1968年博士課程を修了。理学博士の学位を取得し（博士論文の表題は「Geology and ore deposits of the Shakanai mine : genesis of the ”Kuroko” ore deposit (釈迦内鉱山の地質と鉱床））、東京教育大学（筑波大学の前身）理学部助手となる。筑波大学で助教授・教授を勤め、2004年定年退職。2000～2002年資源地質学会会長。

## 業績
大学院で渡辺武男教授の指導を受け、秋田県北鹿地域の黒鉱鉱床の研究を行い、釈迦内鉱床で鉱石の再堆積構造を記述するなどで、黒鉱が同生鉱床であることを立証することに貢献した。またこの研究の過程で、岩手県花輪鉱山から新鉱物福地鉱（Fukuchilite, Cu3FeS8）を発見・記載した。その後、カナダのアルバータ大学に留学。以降は硫黄の同位体を用いた地球化学的な研究に力をそそぐと共に、海洋における無酸素状態の変遷などを論じて、多くの業績を残した。
これらの業績に対し、1975年に日本鉱山地質学会より論文賞を、1976年には日本鉱物科学会より櫻井賞を、2004年資源地質学会より加藤武夫賞を贈られている。